# 月桂
月桂（学名：Laurus nobilis），又稱月桂樹、桂冠樹、甜月桂、月桂冠，是調味料月桂葉的來源。原產於地中海沿岸及小亞細亞一帶灌木岩石區，現已遍佈世界各地。
叶片深绿色，椭圆形，革质，味苦，清香。干燥后，苦味减少，香气增强，可以用作调料，即“香叶”。
古代希腊人用月桂的小枝条編織成桂冠，授予皮提亞運動會的胜利者，象征荣耀與胜利。

## 特徵
月桂樹高50~60英呎，樹皮光滑呈橄欖綠或略帶紅棕色。葉片很厚，葉面光滑呈深綠色，葉底呈淺綠色，呈橢圓形，乾燥後很硬，易碎裂，但有韌性，邊緣具臘質。月桂樹是多性植物，一株樹上有雄花及雌花，也有雌雄同體的花，花小色黃或淺綠，果實像葡萄呈深紫色。

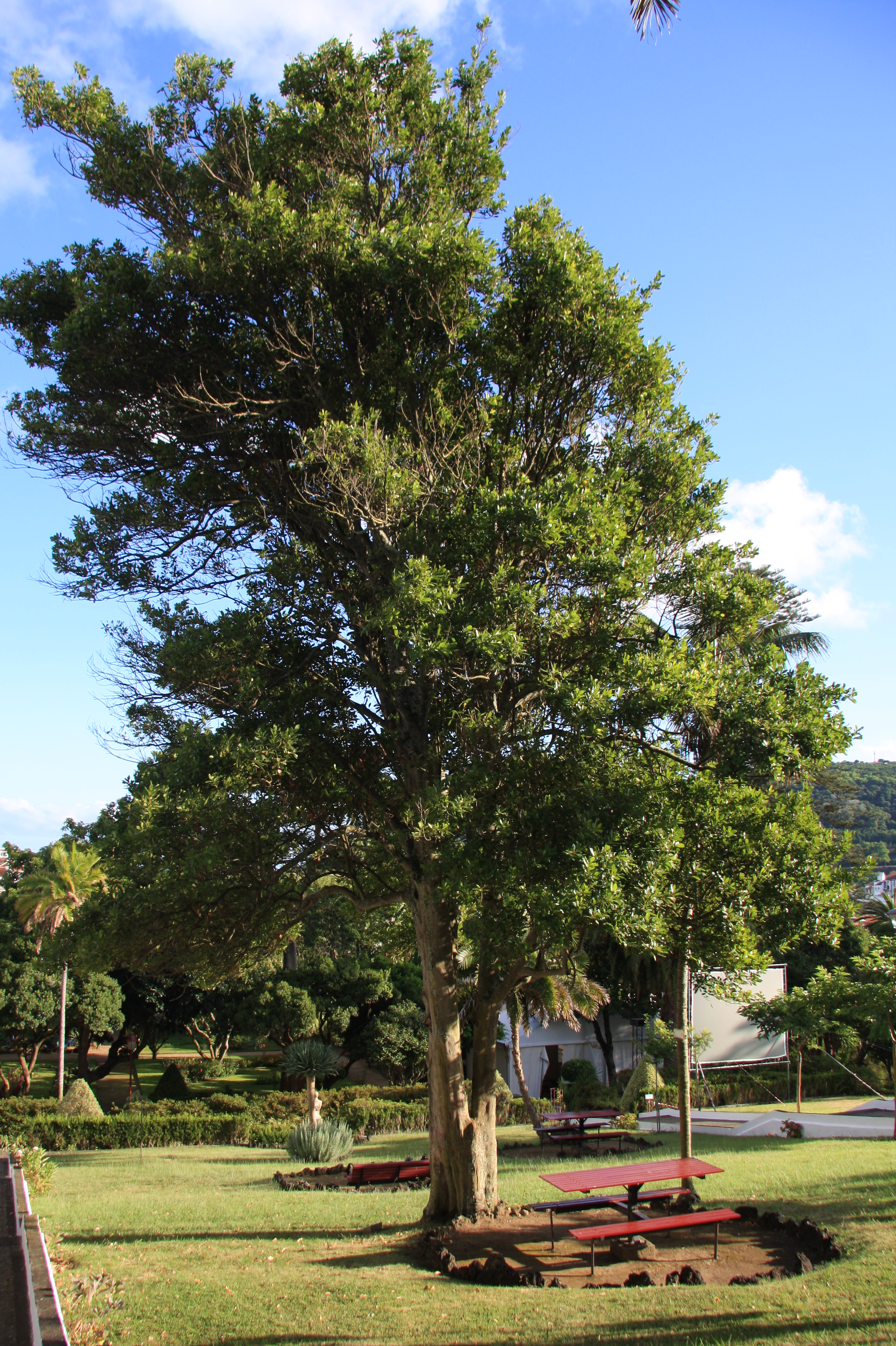
月桂樹
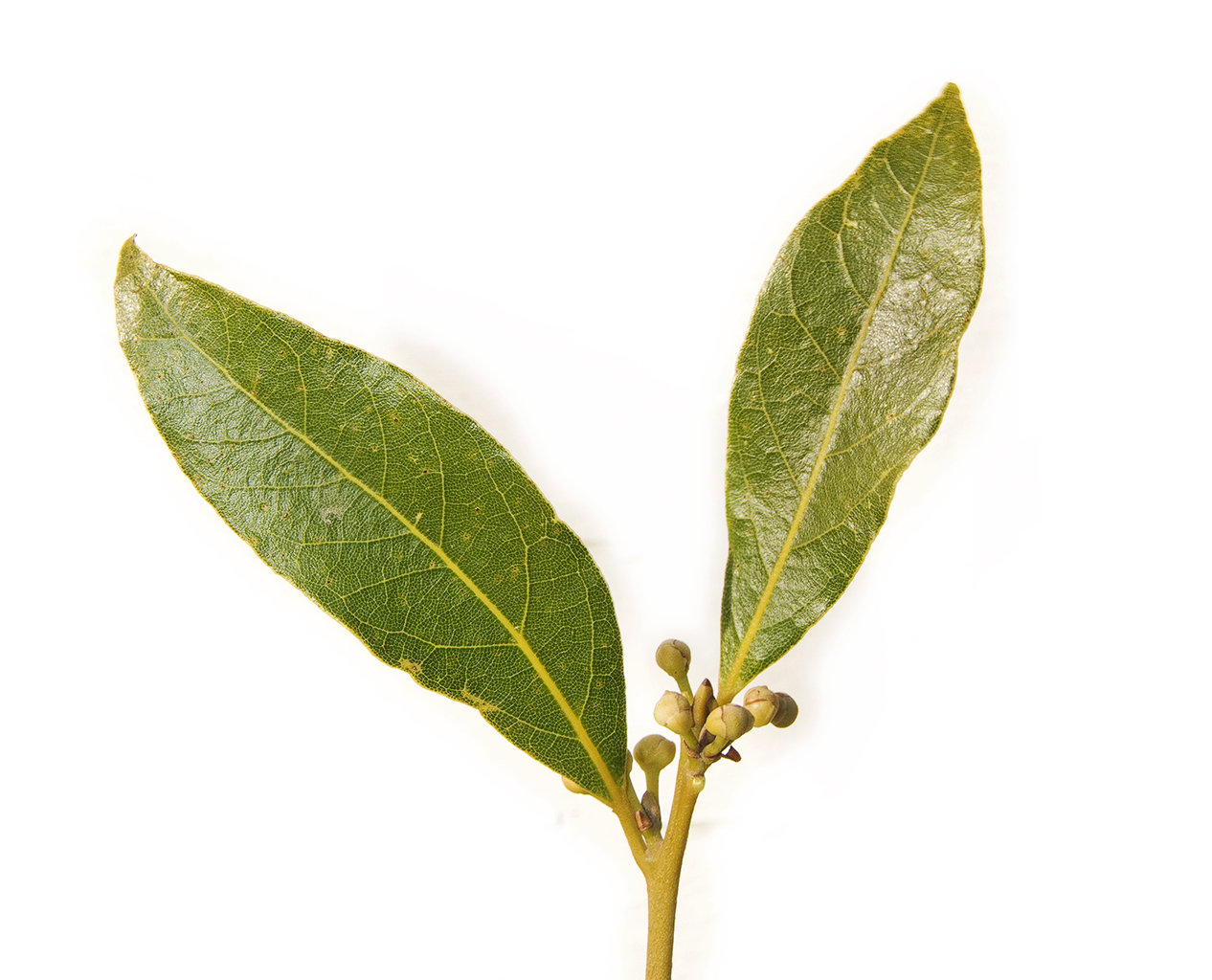
葉與花苞
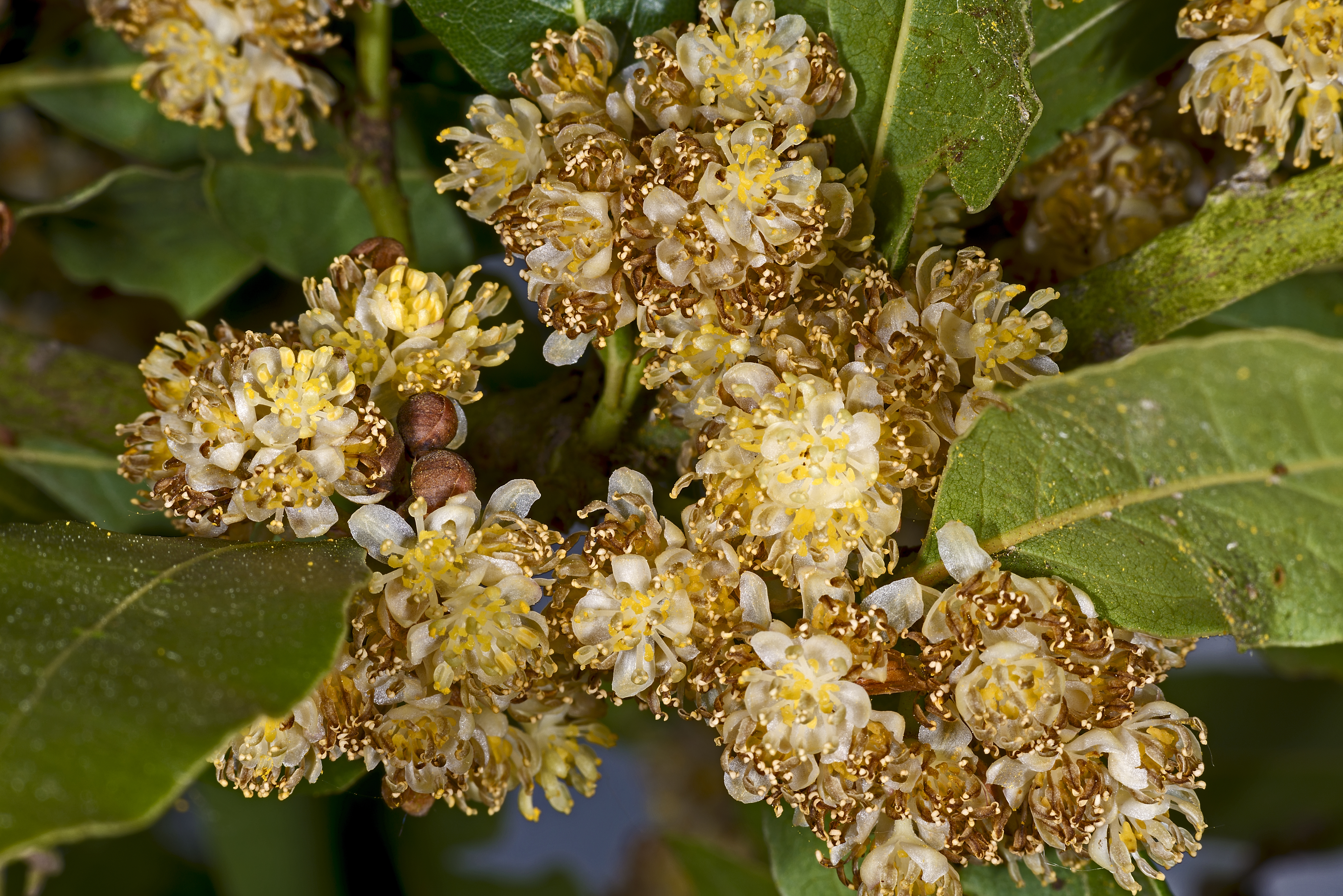
花
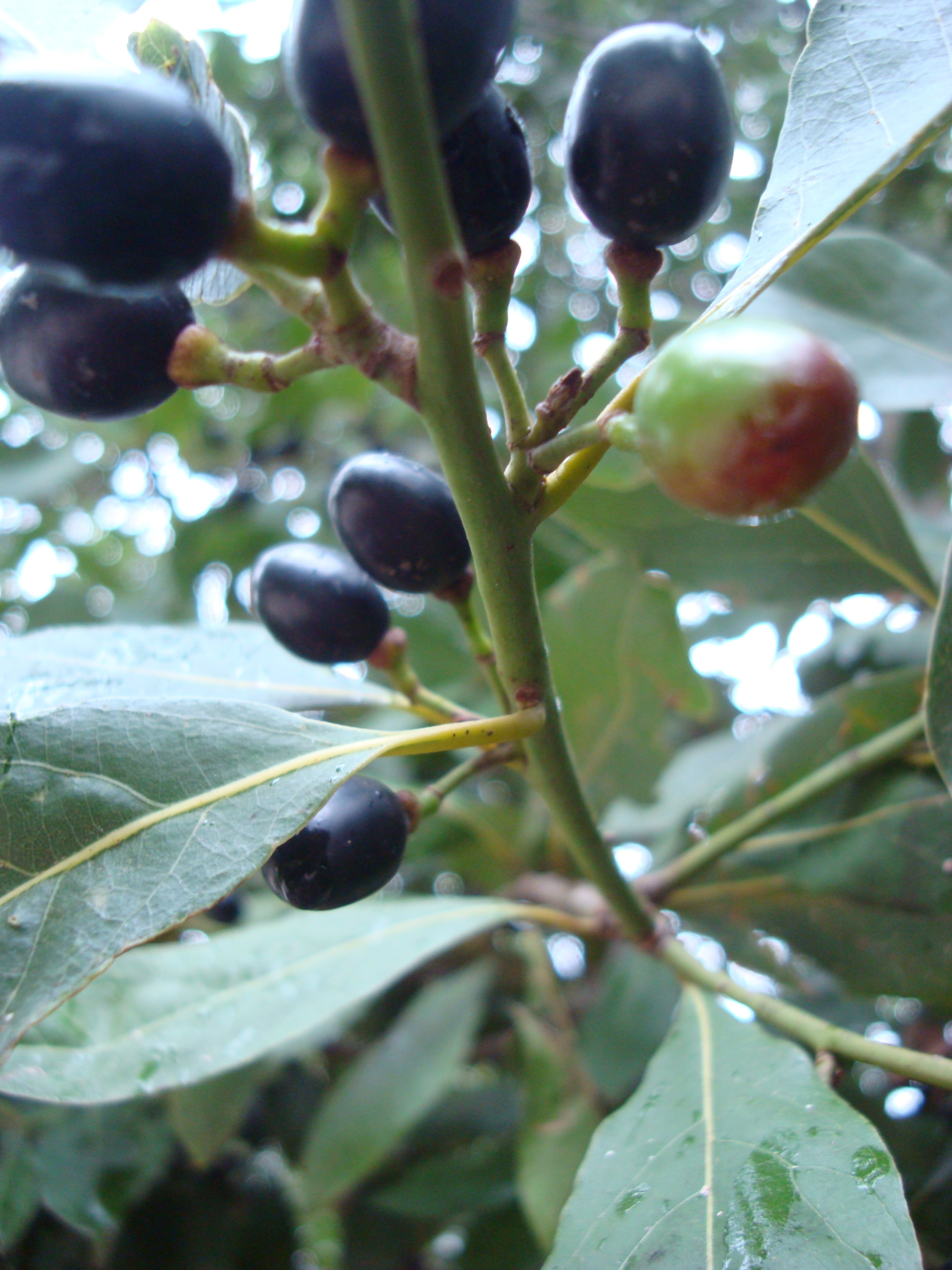
果

## 用途
希臘神話中，月桂代表著「阿波羅的榮耀」。在羅馬時期，人們就使用月桂編織的花環戴在勝利者的頭上，所以常聽到「詩人的桂冠」，就是指著勝利加冠。月桂據說又有驅魔避邪的傳說，所以在聖誕節，它就常被用來裝飾。在意大利，毕业生要戴月桂枝条编成的桂冠庆祝毕业。
月桂葉常被使用在意大利、土耳其、印度、中国北方和泰式餐饮中，不管是燉煮、湯品、泡菜、入茶，都倍具獨特迷人的香氣，也具有防腐、助消化的效果；葉片可置於衣櫃或米桶中以防蟲。藥效上，月桂葉可以減輕扭傷、瘀青和風濕所引起的疼痛。

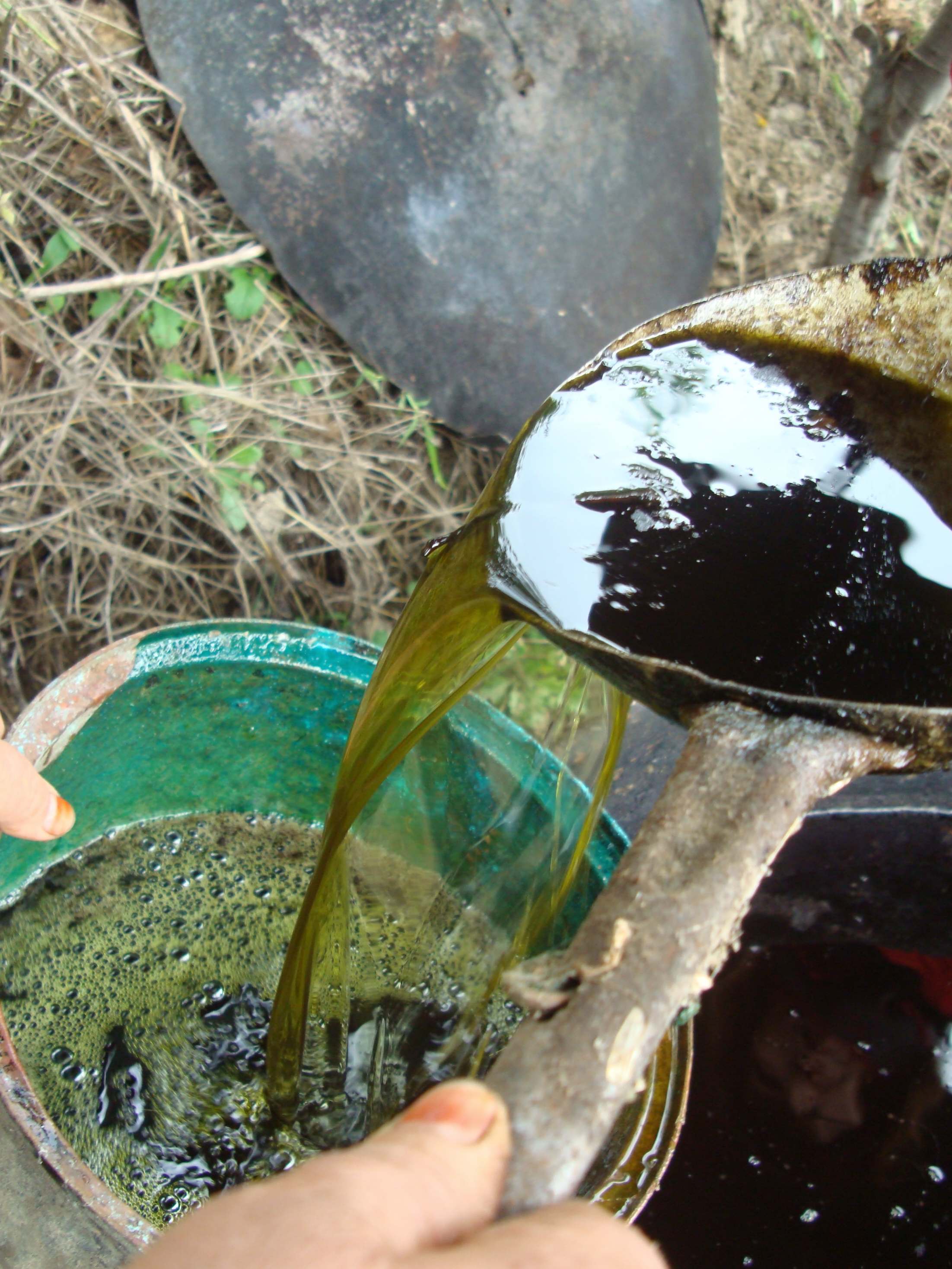
月桂油
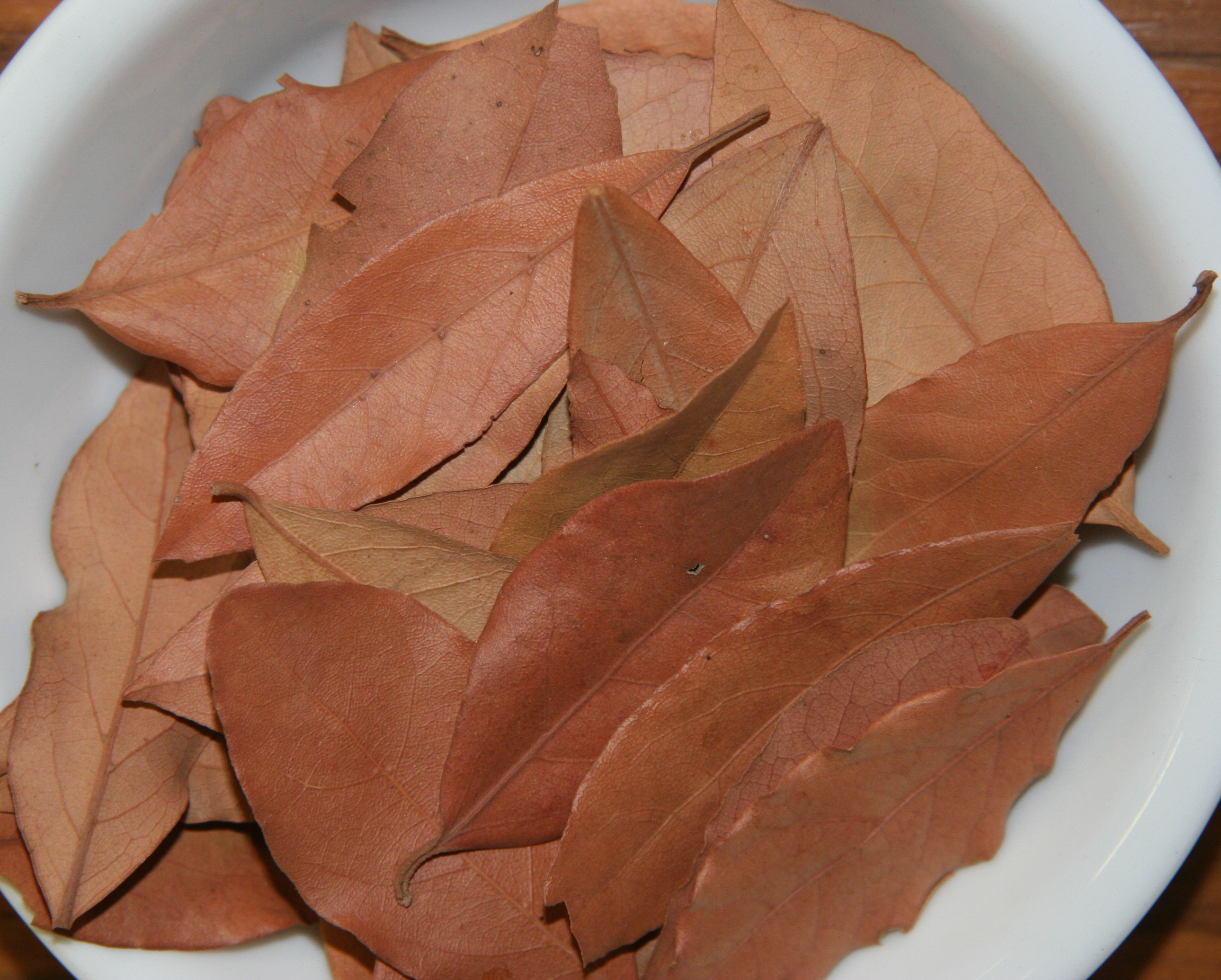
作為香料的乾燥葉
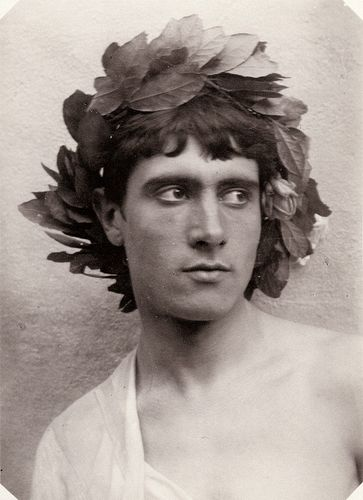
月桂花環

## 传说

### 第一版
唐朝人段成式所作《酉陽雜俎·天咫》說：「月桂，高五百丈，下有一人常砍之，樹創隨合，其人姓吳名剛，西河人。學道有過，常令伐樹。」

### 第二版
这一版故事指出树为桂树。相傳吳剛是樵夫，西河人氏，醉心於仙道，但始終不肯專心學習，因此玉帝震怒，把他留在月宮，要他砍倒桂樹，方可獲得仙術。但吳剛每砍一半，便不專心而開始偷懶休息，此時桂樹便會慢慢癒合，日復一日，吳剛的工作始終無法達成，必須不斷地砍下去。月亮上的阴影就是桂树的影子。